# میرزا محمود اصولی
میرزا محمود اصولی (۱۳۲۹-۱۲۴۷هجری شمسی) از نام‌آوران ارومیه بود. میرزا محمود فرزند احمد الشرع از علمای درجه اول و مجتهدین بزرگ ارومیه در قرن اخیر است. این عالم به سال ۱۲۴۷ شمسی (۱۲۸۵قمری) در این شهر متولد شده و پس از اتمام تحصیلات ابتدایی به عتبات عالیات رفته و پس از سال‌ها کسب علم و دانش و کسب درجهٔ اجتهاد به زادگاه خود برگشت و در مسجد میرزا حسین آقا مجتهد مشغول ارشاد مردم شد. اصولی پس از بیماری ممتد در بهمن ماه ۱۳۲۹ شمسی (۱۳۷۰ قمری) در ارومیه درگذشت. وی در علم اصول تبحر خاصی داشت. او در فتنهٔ جیلوها و کردها رهبر و راهنمای مردم ارومیه بوده‌است.